# Кургапкіна Нінель Олександрівна
Нінель Олександрівна Кургапкіна (рос. Нинель (Нинелла) Александровна Кургапкина; 13 лютого 1929 — 8 травня 2009) — радянська балерина, народна артистка СРСР (1974).

## Життєпис
Народилася в Ленінграді 13 лютого 1929. Навчалася в Ленінградському хореографічному училищі, закінчила його в 1947. З 1947 по 1981 рік танцювала на сцені Маріїнського театру (тоді ще Кировського театру) в «Мідному вершнику», «Гаяне», «Полум'ї Парижа», «Дон Кихоті» і інших постановках. Нінель Кургапкіна стала першою партнеркою Рудольфа Нурієва і Михайла Баришнікова. Вона захоплювала критиків бездоганною технікою і стабільністю, впродовж більш ніж 30 років залишаючись провідною балериною театру. Творчості Нінель Кургапкіної присвячені телефільми-концерти «Танцює Нінелла Кургапкіна» (1974) і «Бенефіс народної артистки СРСР Нінелли Кургапкіної» (1980).
Нінель Олександрівна понад 40 років присвятила педагогічній діяльності. З 1982 по 1990 рік викладала в Ленінградському хореографічному училищі. Серед її учениць такі зірки, як Уляна Лопаткіна, Ірма Ніорадзе, Жанна Аюпова.
Нінель Олександрівна померла в результаті автоаварії 8 травня 2009 в околицях Санкт-Петербурга. Винуватець інциденту залишився невідомим, оскільки танцівницю з численними переломами виявили в канаві між залізничними коліями та автомобільною трасою біля станції Белоостров. Нінель Кургапкіна поховали 14 травня 2009 на Волковському кладовищі в Санкт-Петербурзі поряд з чоловіком Миколою Зубковським.

## Балетні партії
- «Мідний вершник» Р. М. Глієра — Параша
- «Полум'я Парижа» Б.Асафьєва — Жанна
- «Гаяне» Хачатуряна — Гаяне
- «Дон Кіхот» Мінкуса — Кітрі
- «Спляча красуня» Чайковського — Аврора
- «Легенда про любов» Мелікова — Ширін
- «Фауст» Гуно — Вакханки (сцена «Вальпургієва ніч»)